# Maurice Flitcroft
Pour les articles homonymes, voir Flitcroft.
Maurice Gerald Flitcroft (23 novembre 1929 - 24 mars 2007) est un golfeur britannique.
Flitcroft, qui n'avait jamais joué une partie de golf de sa vie, est connu pour avoir remis un score de 121 lors de la compétition de qualification à l'Open britannique, un record pour le pire score à ce tournoi.
Après l'Open de 1976, les règles sont modifiées pour empêcher Flitcroft de tenter à nouveau d'entrer. Sans se décourager, il essaye régulièrement de participer à l'Open et à plusieurs autres compétitions de golf, soit sous son propre nom, soit sous des pseudonymes, tels que Gene Paycheki (comme dans chèque de paie), Gerrard Hoppy et James Beau Jolley, Arnold Palmtree (sans doute inspiré d'Arnold Palmer) et le comte Manfred von Hoffmanstel. Il utilise également des déguisements tels qu'une fausse moustache et des lunettes noires.
Flitcroft était marié à Jane 
(décédée en 2002) avec qui il a eu deux fils, dont l'un était caddie pour lui.
Il fait l'objet d'une biographie, The Phantom of the Open, de Scott Murray et Simon Farnaby, publiée par Random House en juillet 2010, puis d'un film du même nom paru en 2021.

## Biographie
Flitcroft est né à Manchester le 23 novembre 1929.
Après avoir quitté l'école, Flitcroft rejoint la marine marchande. Après son mariage, lui et sa femme s'installent à Barrow-in-Furness, où il travaille comme grutier au chantier naval Vickers-Armstrongs.

## Championnat Open de 1976
Selon ses mémoires non publiées, Flitcroft a commencé le jeu après avoir regardé le championnat du monde de Piccadilly en 1974. Flitcroft avait des ambitions bien au-dessus de ses capacités et est devenu célèbre en 1976 lorsque, se faisant passer pour un golfeur professionnel, il a réussi à obtenir une place pour jouer dans le tour de qualification de l'Open britannique.
Lorsqu'il a découvert, à sa grande surprise, que tout amateur participant aux compétitions devait avoir un handicap officiel - ce qui lui manquait -, il s'est simplement déclaré professionnel. Flitcroft s'est préparé pour le tournoi en étudiant un manuel d'instructions de golf de Peter Alliss emprunté à sa bibliothèque locale. Il étudie ensuite à partir d'articles pédagogiques du vainqueur du championnat de la PGA 1966, Al Geiberger, et s'exerce sur une plage voisine.
Sa tromperie et son inaptitude sont découverts lorsqu'il remet une carte de 121, 49 coups au-dessus de la normale - le pire score de l'histoire du tournoi. Il est alors radié à vie de toutes les compétitions.

## Après 1976
Flitcroft devient brièvement une célébrité. Il inspire une liste de trophées de golf, célébrant un jeu médiocre ou des mésaventures flagrantes, portant son nom. Il est également à la source du Maurice Gerald Flitcroft Member-Guest Tournament par le Blythefield Country Club à Grand Rapids (Michigan) aux États-Unis.
En 1988, Flitcroft lui-même est invité à Blythefield pour participer l'événement.

## Dans la culture populaire
- En 2017, le comédien et écrivain Simon Farnaby, qui a co-écrit une biographie de Flitcroft, écrit un scénario de film basé sur le livre[5]. The Phantom of the Open, réalisé par Craig Roberts, avec Mark Rylance et Sally Hawkins, est présenté au London Film Festival en octobre 2021 avant une diffusion plus large en mars 2022[8].
- En septembre 2023, le youtubeur Squeezie consacre une vidéo sur son parcours de vie[9].